# ۶۷۸ (پیش از میلاد)
۶۷۸ (پیش از میلاد) ۶۷۸مین سال قبل از تقویم میلادی است.